# Bossiella
Bossiella, rod crvenih algi smješten u potporodicu Corallinoideae, dio porodice Corallinaceae. Postoji deset priznatih vrsta. Tipična je morska alga B. plumosa uz pacifičku obalu Sjeverne Amerike
Rod je opisan 1957.

## Vrste
1. Bossiella californica (Decaisne) P.C.Silva
2. Bossiella chiloensis (Decaisne) H.W.Johansen
3. Bossiella compressa Kloczcova
4. Bossiella dichotoma (Manza) P.C.Silva
5. Bossiella exarticulata K.R.Hind, Martone, C.P. Jensen & P.W.Gabrielson
6. Bossiella frondescens (Postels & Ruprecht) E.Y.Dawson
7. Bossiella frondifera (Manza) P.W.Gabrielson, K.A.Miller, Martone & K.R.Hind
8. Bossiella hakaiensis K.R.Hind & Martone
9. Bossiella heteroforma K.R.Hind, P.W.Gabrielson & G.W.Saunders
10. Bossiella manzae P.W.Gabrielson, K.R.Hind & Martone
11. Bossiella mayae P.W.Gabrielson, K.R.Hind, Martone & C.P.Jensen
12. Bossiella montereyensis K.R.Hind, P.W.Gabrielson & Martone
13. Bossiella orbigniana (Decaisne) P.C.Silva
14. Bossiella plumosa (Manza) P.C.Silva - tip
15. Bossiella reptans K.R.Hind, P.W.Gabrielson & Martone
16. Bossiella schmittii (Manza) H.W.Johansen